# Spektrum.de

Logo von spektrum.de

Spektrum.de (ehemals Wissenschaft-Online) ist das Online-Wissenschaftsportal der Zeitschrift Spektrum der Wissenschaft. Mit Schwerpunkt auf Naturwissenschaften und den angrenzenden Nachbarwissenschaften Archäologie und Psychologie werden über Spektrum.de neben der Onlinezeitung Spektrum.de – Die Woche verschiedene Online-Fachlexika des 2007 von Springer Science+Business Media gekauften Spektrum Akademischen Verlages sowie Online-Fachwörterbücher des Langenscheidt-Verlages vertrieben.

## Spektrum.de – Die Woche

Logo von Spektrum - Die Woche

Spektrum.de – Die Woche (bis 2011: spektrumdirekt) ist eine von Spektrum der Wissenschaft veröffentlichte Wochenzeitung, die einmal pro Woche aktuelle Nachrichten aus verschiedenen naturwissenschaftlichen Fachgebieten online veröffentlicht.
Mit ihrem Ursprung im 1997 begonnenen Online-Ticker von Spektrum der Wissenschaft reklamiert Spektrum.de – Die Woche für sich, nicht nur die erste deutschsprachige wissenschaftliche Wochenzeitung zu sein, sondern auch die einzige, die ausschließlich online verfügbar ist.